# Ilex
Ne doit pas être confondu avec Illex.
Pour les articles homonymes, voir Ilex (homonymie).
Genre
Ilex (les houx) est un genre végétal comprenant plus de 500 espèces réparties dans le monde entier, sous les tropiques et dans les régions tempérées. La plus grande diversité d'espèces se trouve en Amérique et dans le sud-est asiatique. En Europe, le genre n'est représenté que par une seule espèce (Ilex aquifolium, nommé Houx en français), de même en Afrique (Ilex mitis) et en Australie (Ilex arnhemensis (en)).
Ce sont pour la plupart des plantes ligneuses, arbres ou arbustes, souvent dioïques. Les feuilles sont généralement persistantes, parfois munies de piquants. Les fleurs sont petites, blanches ou de couleur pâle, fréquemment rassemblées en petits bouquets à l'aisselle des feuilles. Les fruits sont des baies, d'un rouge éclatant chez presque toutes les espèces.
Beaucoup d'espèces ont un intérêt décoratif. Les branchages coupés (Ilex aquifolium, Ilex opaca) chargés de boules rouges ornent les maisons à Noël. De nombreux hybrides et variétés ont été développés en tant qu'arbustes d'ornement pour les parcs et jardins.
Les différentes parties de la plante sont assez toxiques. Les feuilles de plusieurs espèces présentent des taux de caféine élevés et ont été utilisées de longue date par les populations indigènes pour la confection de boissons excitantes, rituelles ou médicamenteuses. La plus célèbre est le maté (Ilex paraguariensis) en Amérique du Sud. On peut également citer le yaupon (Ilex vomitoria) en Amérique du Nord et le guayusa (Ilex guayusa (en)) en Amazonie.
Les baies attirent les oiseaux qui les consomment après que les gelées en ont réduit la toxicité.
Bien qu'à l'origine le nom de houx soit celui de l'espèce européenne (Ilex aquifolium), beaucoup de représentants du genre Ilex ont aussi été appelés houx en raison de la ressemblance évidente.
Chez les Latins, le nom Ilex désignait le chêne vert, cette origine persistant dans le nom scientifique (Quercus ilex). Les feuilles du houx rappellent effectivement celles du chêne vert.
En France, une collection de houx, comprenant 60 espèces et plusieurs centaines de variétés, est géré par le conservatoire d'Ilex dans le cadre de l'arboretum des Prés des Culands situé à Meung-sur-Loire (Loiret). Cette collection a été reconnue comme collection nationale en 1991 par le Conservatoire des collections végétales spécialisées (CCVS).

## Toxicité
Les tissus des espèces du genre Ilex peuvent contenir de la caféine et divers dérivés ou composés apparentés  comme l'acide caféique, l'acide cafféoylshikimique, l'acide chlorogénique, l'acide féruloylquinique, la quercétine, le rutoside, l'acide quinique, le kaempférol et la théobromine, et des tanins,.
Les baies de houx peuvent provoquer des vomissements et de la diarrhée, particulièrement dangereux en cas de consommation accidentelle par des enfants attirés par les baies rouge vif : l'ingestion de plus de vingt baies peut être mortelle pour les enfants,.
Les feuilles de houx, si elles sont consommées, peuvent causer de la diarrhée, des nausées, des vomissements et des problèmes gastriques et intestinaux.
Les plantes de houx peuvent être toxiques pour les animaux domestiques et le bétail.

## Liste des espèces

### Espèces actuelles
Plants of the World online (POWO) (24 septembre 2023) reconnaît 565 espèces actuelles :
- Ilex abscondita Steyerm.
- Ilex aculeolata Nakai
- Ilex acutidenticulata Steyerm.
- Ilex affinis Gardner
- Ilex aggregata (Ruiz & Pav.) Loes.
- Ilex alternifolia (Zoll. & Moritzi) Loes.
- Ilex altiplana Steyerm.
- Ilex amazonensis Edwin
- Ilex ambigua (Michx.) Torr.
- Ilex amelanchier M.A.Curtis ex Chapm.
- Ilex amplifolia Rusby
- Ilex amygdalina Reissek ex Loes.
- Ilex andicola Loes.
- Ilex angulata Merr. & Chun
- Ilex angustissima Reissek
- Ilex annamensis Tardieu
- Ilex anodonta Standl. & Steyerm.
- Ilex anomala Hook. & Arn.
- Ilex antonii Elmer
- Ilex apicidens N.E.Br.
- Ilex apiensis S.Andrews
- Ilex aquifolium L.
- Ilex aracamuniana Steyerm.
- Ilex archeri Edwin
- Ilex ardisiifrons Reissek
- Ilex argentina Lillo
- Ilex arimensis (Loes.) Britton ex R.O.Williams
- Ilex arisanensis Yamam.
- Ilex arnhemensis (F.Muell.) Loes.
- Ilex asperula Mart. ex Reissek
- Ilex asprella Champ. ex Benth.
- Ilex atabapoensis T.R.Dudley
- Ilex atrata W.W.Sm.
- Ilex ×attenuata Ashe
- Ilex auricula S.Andrews
- Ilex austrosinensis C.J.Tseng
- Ilex azuensis Loes.
- Ilex baasiana B.C.Stone & Kiew
- Ilex bahiahondica (Loes.) P.A.González
- Ilex barahonica Loes.
- Ilex belizensis Lundell
- Ilex berteroi Loes.
- Ilex bidens C.Y.Wu ex Y.R.Li
- Ilex bidoupensis Yahara & Tagane
- Ilex bioritsensis Hayata
- Ilex biserrulata Loes.
- Ilex blancheana Judd
- Ilex blanchetii Loes.
- Ilex brachyphylla (Hand.-Mazz.) S.Y.Hu
- Ilex brandegeeana Loes.
- Ilex brasiliensis (Spreng.) Loes.
- Ilex brevicuspis Reissek
- Ilex brevipedicellata Steyerm.
- Ilex buergeri Miq.
- Ilex bullata Cuatrec.
- Ilex buxifolia Gardner
- Ilex buxoides S.Y.Hu
- Ilex calcicola W.B.Liao & K.W.Xu
- Ilex canariensis Poir.
- Ilex cardonae Steyerm.
- Ilex cassine L.
- Ilex cauliflora H.W.Li ex Y.R.Li
- Ilex celebensis Capit.
- Ilex centrochinensis S.Y.Hu
- Ilex cerasifolia Reissek
- Ilex chamaebuxus C.Y.Wu ex Y.R.Li
- Ilex chamaedryfolia Reissek
- Ilex championii Loes.
- Ilex chapaensis Merr.
- Ilex chengbuensis C.J.Qi & Q.Z.Lin
- Ilex chengkouensis C.J.Tseng
- Ilex cheniana T.R.Dudley
- Ilex chevalieri Tardieu
- Ilex chinensis Sims
- Ilex chingiana Hu & Tang
- Ilex chiriquensis Standl.
- Ilex chuguangii M.M.Lin
- Ilex chuniana S.Y.Hu
- Ilex ciliolata Steyerm.
- Ilex cinerea Champ. ex Benth.
- Ilex clementis Britton & P.Wilson
- Ilex clethriflora S.Andrews
- Ilex cochinchinensis (Lour.) Loes.
- Ilex cognata Reissek
- Ilex colchica Pojark.
- Ilex collina Alexander
- Ilex colombiana Cuatrec.
- Ilex condensata Turcz.
- Ilex condorensis Pierre
- Ilex confertiflora Merr.
- Ilex congesta Reissek
- Ilex conocarpa Reissek
- Ilex cookii Britton & P.Wilson
- Ilex corallina Franch.
- Ilex coriacea (Pursh) Chapm.
- Ilex cornuta Lindl. & Paxton
- Ilex corymbosa A.J.Ford & Halford
- Ilex costaricensis Donn.Sm.
- Ilex costata Edwin
- Ilex cowanii Wurdack
- Ilex crassifolioides Loes.
- Ilex crenata Thunb.
- Ilex cubana Loes.
- Ilex culmenicola Steyerm.
- Ilex curranii Merr.
- Ilex cuthbertii Small
- Ilex cymosa Blume
- Ilex cyrtura Merr.
- Ilex dabieshanensis K.Yao & M.B.Deng
- Ilex danielis Killip & Cuatrec.
- Ilex daphnogenea Reissek
- Ilex dasyclada C.Y.Wu ex Y.R.Li
- Ilex dasyphylla Merr.
- Ilex davidsei Steyerm.
- Ilex decidua Walter
- Ilex dehongensis S.K.Chen & Y.X.Feng
- Ilex delavayi Franch.
- Ilex densifolia Miq.
- Ilex denticulata Wall. ex Wight
- Ilex depressifructu Pruesapan & Welzen
- Ilex dianguiensis C.J.Tseng
- Ilex dicarpa Y.R.Li
- Ilex dictyoneura Loes.
- Ilex dimorphophylla Koidz.
- Ilex dioica (Vahl) Griseb.
- Ilex diospyroides Reissek
- Ilex dipyrena Wall.
- Ilex discolor Hemsl.
- Ilex diuretica Mart. ex Reissek
- Ilex divaricata Mart. ex Reissek
- Ilex dolichopoda Merr. & Chun
- Ilex duarteensis Loes.
- Ilex dugesii Fernald
- Ilex duidae Gleason
- Ilex dumosa Reissek
- Ilex editicostata Hu & Tang
- Ilex elliptica Kunth
- Ilex elmerrilliana S.Y.Hu
- Ilex embelioides Hook.f.
- Ilex emmae D.M.Hicks
- Ilex englishii Lace
- Ilex eoa Alain
- Ilex ericoides Loes.
- Ilex estriata C.J.Tseng
- Ilex euryoides C.J.Tseng
- Ilex excavata Pierre
- Ilex excelsa (Wall.) Voigt
- Ilex fanshawei Edwin
- Ilex farallonensis Cuatrec.
- Ilex fargesii Franch.
- Ilex fengqingensis C.Y.Wu ex Y.R.Li
- Ilex ferruginea Hand.-Mazz.
- Ilex ficifolia C.J.Tseng ex S.K.Chen & Y.X.Feng
- Ilex ficoidea Hemsl.
- Ilex floribunda Reissek ex Maxim.
- Ilex florifera Fawc. & Rendle
- Ilex flosparva Cuatrec.
- Ilex formosana Maxim.
- Ilex forrestii H.F.Comber
- Ilex fragilis Hook.f.
- Ilex friburgensis Loes.
- Ilex fruticosa S.Andrews
- Ilex fuertensiana (Loes.) T.R.Dudley
- Ilex fukienensis S.Y.Hu
- Ilex gabinetensis Cuatrec.
- Ilex gabrielleana Loizeau & Spichiger
- Ilex gagnepainiana Tardieu
- Ilex gale Triana & Planch.
- Ilex gansuensis D.Y.Hong
- Ilex gardneriana Wight
- Ilex geniculata Maxim.
- Ilex georgei H.F.Comber
- Ilex glabella Steyerm.
- Ilex glabra (L.) A.Gray
- Ilex glaucophylla Steyerm.
- Ilex glazioviana Loes.
- Ilex gleasoniana Steyerm.
- Ilex glomerata King
- Ilex godajam Colebr. ex Hook.f.
- Ilex goshiensis Hayata
- Ilex gotardensis Loizeau & Spichiger
- Ilex goudotii Loes.
- Ilex graciliflora Champ. ex Benth.
- Ilex grandiflora Ridl.
- Ilex gransabanensis Steyerm.
- Ilex guaiquinimae Steyerm.
- Ilex guangnanensis C.J.Tseng & Y.R.Li
- Ilex guangxica Doweld
- Ilex guaramacalensis Cuello & Aymard
- Ilex guayusa Loes.
- Ilex guerreroii Merr. ex Elmer
- Ilex guianensis (Aubl.) Kuntze
- Ilex guizhouensis C.J.Tseng
- Ilex gundlachiana Loes.
- Ilex haberi (Lundell) W.J.Hahn
- Ilex hahnii Doweld
- Ilex hainanensis Merr.
- Ilex hanceana Maxim.
- Ilex harmandiana Pierre
- Ilex harrisii Loes.
- Ilex havilandii Loes.
- Ilex hayatana Loes.
- Ilex hemiepiphytica W.J.Hahn
- Ilex hicksii I.M.Turner
- Ilex hippocrateoides Kunth
- Ilex hirsuta C.J.Tseng ex S.K.Chen & Y.X.Feng
- Ilex holstii Steyerm.
- Ilex honbaensis Tardieu
- Ilex hondurensis Standl.
- Ilex hongiaoensis Tagane
- Ilex hookeri King
- Ilex huachamacariana Edwin
- Ilex huana C.J.Tseng ex S.K.Chen & Y.X.Feng
- Ilex huberi J.R.Grande
- Ilex hylonoma Hu & Tang
- Ilex hypaneura Loes.
- Ilex hypoglauca (Miq.) Loes.
- Ilex ignicola Steyerm.
- Ilex ijuensis S.Andrews
- Ilex illustris Ridl.
- Ilex impressa Ekman & Loes.
- Ilex integerrima Reissek
- Ilex integra Thunb.
- Ilex intermedia Loes.
- Ilex intricata Hook.f.
- Ilex jacobsii S.Andrews
- Ilex jamaicana Proctor
- Ilex jaramillana Cuatrec.
- Ilex jauaensis Steyerm.
- Ilex jelskii Zahlbr.
- Ilex jenmanii Loes.
- Ilex jiangmenensis Lei Jiang & K.W.Xu
- Ilex jiaolingensis C.J.Tseng & H.H.Liu
- Ilex jingxiensis Y.F.Huang & M.X.Lai
- Ilex jinyunensis Z.M.Tan
- Ilex jiuwanshanensis C.J.Tseng
- Ilex julianii Edwin
- Ilex juttana Loizeau & Spichiger
- Ilex karstenii Loes.
- Ilex karuaiana Steyerm.
- Ilex kaushue S.Y.Hu
- Ilex kelabitana S.Andrews
- Ilex kelsallii Ridl.
- Ilex kengii S.Y.Hu
- Ilex keranjiensis S.Andrews
- Ilex ketambensis T.R.Dudley
- Ilex khasiana Purkay.
- Ilex kiangsiensis (S.Y.Hu) C.J.Tseng & B.W.Liu
- Ilex kinabaluensis S.Andrews
- Ilex kingiana Cockerell
- Ilex ×kiusiana Hatus.
- Ilex knucklesensis Philcox
- Ilex kobuskiana S.Y.Hu
- Ilex krugiana Loes.
- Ilex kunmingensis H.W.Li ex Y.R.Li
- Ilex kusanoi Hayata
- Ilex kwangtungensis Merr.
- Ilex laevigata A.Gray
- Ilex lamprophylla Standl.
- Ilex lancilimba Merr.
- Ilex lasseri Edwin
- Ilex latifolia Thunb.
- Ilex latifrons Chun
- Ilex laureola Triana
- Ilex laurina Kunth
- Ilex leucoclada (Maxim.) Makino
- Ilex liana S.Y.Hu
- Ilex liangii S.Y.Hu
- Ilex liebmannii Standl.
- Ilex liesneri Steyerm.
- Ilex lihuaiensis T.R.Dudley
- Ilex lilianeae Loizeau & Spichiger
- Ilex linii C.J.Tseng
- Ilex litseifolia Hu & Tang
- Ilex liukiuensis Loes.
- Ilex loeseneri Tardieu
- Ilex lohfauensis Merr.
- Ilex longecaudata H.F.Comber
- Ilex longipes Chapm. ex Trel.
- Ilex longipetiolata Loes.
- Ilex longipilosa Steyerm.
- Ilex longzhouensis C.J.Tseng
- Ilex lonicerifolia Hayata
- Ilex loranthoides Mart. ex Reissek
- Ilex loretoica Loes.
- Ilex ludianensis S.C.Huang ex Y.R.Li
- Ilex lundii Warm.
- Ilex maasiana Loizeau & Spichiger
- Ilex macarenensis Cuatrec.
- Ilex macfadyenii (Walp.) Rehder
- Ilex machilifolia H.W.Li ex Y.R.Li
- Ilex maclurei Merr.
- Ilex macrocarpa Oliv.
- Ilex macropoda Miq.
- Ilex macrostigma C.Y.Wu ex Y.R.Li
- Ilex magnifolia Cuatrec.
- Ilex magnifructa Edwin
- Ilex maguirei Wurdack
- Ilex maigualidensis J.R.Grande
- Ilex maingayi Hook.f.
- Ilex ×makinoi H.Hara
- Ilex malabarica Bedd.
- Ilex malaccensis Loes.
- Ilex mandonii Loes.
- Ilex manitzii P.A.González
- Ilex manneiensis S.Y.Hu
- Ilex marahuacae Steyerm.
- Ilex marginata Edwin
- Ilex martiniana D.Don
- Ilex matanoana Makino
- Ilex maxima W.J.Hahn
- Ilex maximowicziana Loes.
- Ilex medogensis Y.R.Li
- Ilex megalophylla Edwin ex T.R.Dudley
- Ilex megaphylla S.Andrews
- Ilex melanophylla H.T.Chang
- Ilex memecylifolia Champ. ex Benth.
- Ilex mertensii Maxim.
- Ilex mesilauensis S.Andrews
- Ilex metabaptista Loes.
- Ilex micrantha Triana & Planch.
- Ilex micrococca Maxim.
- Ilex microdonta Reissek
- Ilex microphylla Hook.
- Ilex microsticta Loes.
- Ilex microwrightioides Loes.
- Ilex miguensis S.Y.Hu
- Ilex mitis (L.) Radlk.
- Ilex montana Torr. & A.Gray
- Ilex montebellensis Lozada-Pérez
- Ilex mucronata (L.) M.Powell, Savol. & S.Andrews
- Ilex mucronulata Cuatrec.
- Ilex mucugensis Groppo
- Ilex myricoides Kunth
- Ilex myrtifolia Walter
- Ilex myrtillus Ridl.
- Ilex nanchuanensis Z.M.Tan
- Ilex nanningensis Hand.-Mazz.
- Ilex nayana Cuatrec.
- Ilex neblinensis Edwin
- Ilex nemorosa Rizzini
- Ilex neomamillata I.M.Turner
- Ilex neoreticulata I.M.Turner
- Ilex nervosa Triana
- Ilex nervulosa (Loes.) S.Andrews
- Ilex nigropunctata Miers
- Ilex ningdeensis C.J.Tseng
- Ilex nipponica Makino
- Ilex nitida (Vahl) Maxim.
- Ilex nitidissima C.J.Tseng
- Ilex nothofagifolia Kingdon-Ward
- Ilex nothophoeboides I.M.Turner
- Ilex nubicola C.Y.Wu ex Y.R.Li
- Ilex nuculicava S.Y.Hu
- Ilex nummularia Reissek
- Ilex obcordata Sw.
- Ilex obtusata Triana & Planch.
- Ilex occulta C.J.Tseng
- Ilex odorata Buch.-Ham. ex D.Don
- Ilex oligodonta Merr. & Chun
- Ilex oligoneura Loes.
- Ilex oliveriana Loes.
- Ilex omeiensis Hu & Tang
- Ilex opaca Aiton
- Ilex organensis Loes.
- Ilex ovalifolia G.Mey.
- Ilex ovalis (Ruiz & Pav.) Loes.
- Ilex ×owariensis Hatus. & M.Kobay.
- Ilex pachyphylla Merr.
- Ilex pallida Standl.
- Ilex paltorioides Reissek
- Ilex paraguariensis A.St.-Hil.
- Ilex paruensis Steyerm.
- Ilex parvifructa Edwin
- Ilex patens Ridl.
- Ilex pauciflora Ridl.
- Ilex paucinervia Merr.
- Ilex paujiensis Steyerm.
- Ilex pedunculosa Miq.
- Ilex peiradena S.Y.Hu
- Ilex pentagona S.K.Chen, Y.X.Feng & C.F.Liang
- Ilex perado Aiton
- Ilex perlata C.Chen & S.C.Huang ex Y.R.Li
- Ilex permicrophylla Merr.
- Ilex pernervata Cuatrec.
- Ilex pernyi Franch.
- Ilex perryana S.Y.Hu
- Ilex petiolaris Benth.
- Ilex phanganensis Pruesapan & Welzen
- Ilex phillyreifolia Reissek
- Ilex pingheensis C.J.Tseng
- Ilex pingnanensis S.Y.Hu
- Ilex poiensis S.Andrews
- Ilex poilanei Tardieu
- Ilex polita Steyerm.
- Ilex polypyrena C.J.Tseng & B.W.Liu
- Ilex praetermissa Kiew
- Ilex pringlei Standl.
- Ilex promecophylla S.Andrews
- Ilex prostrata Groppo
- Ilex psammophila Mart. ex Reissek
- Ilex pseudo-odorata Loes.
- Ilex pseudobuxus Reissek
- Ilex pseudoebenacea Loes.
- Ilex pseudomachilifolia C.Y.Wu ex Y.R.Li
- Ilex pseudothea Reissek
- Ilex pseudotheezans Loes.
- Ilex pseudoumbelliformis T.R.Dudley
- Ilex pseudovaccinium Reissek ex Maxim.
- Ilex ptariana Steyerm.
- Ilex pubescens Hook. & Arn.
- Ilex pubifructa Pruesapan, S.Andrews & D.A.Simpson
- Ilex pubigera (C.Y.Wu ex Y.R.Li) S.K.Chen & Y.X.Feng
- Ilex pubilimba Merr. & Chun
- Ilex pustulosa Triana & Planch.
- Ilex pyrifolia C.J.Tseng
- Ilex qianlingshanensis C.J.Tseng
- Ilex qingyuanensis C.Z.Zheng
- Ilex quercetorum I.M.Johnst.
- Ilex quitensis (Humb. & Bonpl. ex Schult.) Loes.
- Ilex ramonensis Standl.
- Ilex rarasanensis Sasaki
- Ilex renae S.Andrews
- Ilex retusa Klotzsch ex Reissek
- Ilex retusifolia S.Y.Hu
- Ilex revoluta Stapf
- Ilex rimbachii Standl.
- Ilex robusta C.J.Tseng
- Ilex robustinervosa C.J.Tseng ex S.K.Chen & Y.X.Feng
- Ilex rotunda Thunb.
- Ilex rubra S.Watson
- Ilex rubrinervia Tardieu
- Ilex rubroantheriana S.S.Ying
- Ilex rugosa F.Schmidt
- Ilex rupicola Kunth
- Ilex salicina Hand.-Mazz.
- Ilex sanqingshanensis W.B.Liao, Q.Fan & S.Shi
- Ilex sapiiformis Reissek
- Ilex sapotifolia Reissek
- Ilex savannarum Wurdack
- Ilex saxicola C.J.Tseng & H.H.Liu
- Ilex schwackeana Loes.
- Ilex sclerophylla Hook.f.
- Ilex sclerophylloides Loes.
- Ilex scopulorum Kunth
- Ilex scutiiformis Reissek
- Ilex sebertii Pancher
- Ilex serrata Thunb.
- Ilex servinii E.Carranza
- Ilex sessiliflora Triana & Planch.
- Ilex sessilifructa Edwin
- Ilex shennongjiaensis T.R.Dudley & S.C.Sun
- Ilex shimeica K.F.Kwok
- Ilex shukunii Y.Yang & H.Peng
- Ilex shweliensis H.F.Comber
- Ilex sideroxyloides (Sw.) Griseb.
- Ilex sikkimensis Kurz
- Ilex sinica (Loes.) S.Y.Hu
- Ilex sipapoana Edwin
- Ilex socorroensis Brandegee
- Ilex soderstromii Edwin
- Ilex solida Edwin
- Ilex spicata Blume
- Ilex spinigera (Loes.) Loes.
- Ilex spruceana Reissek
- Ilex stellata W.J.Hahn
- Ilex stenocarpa Pojark.
- Ilex stenura (Merr. & L.M.Perry) D.M.Hicks
- Ilex sterrophylla Merr. & Chun
- Ilex stewardii S.Y.Hu
- Ilex steyermarkii Edwin
- Ilex strigillosa T.R.Dudley
- Ilex suaveolens (H.Lév.) Loes.
- Ilex subcaudata Merr. ex Elmer
- Ilex subcordata Reissek
- Ilex subcrenata S.Y.Hu
- Ilex suber Loes.
- Ilex subficoidea S.Y.Hu
- Ilex sublongecaudata C.J.Tseng & S.Liu ex Y.R.Li
- Ilex subodorata S.Y.Hu
- Ilex subrotundifolia Steyerm.
- Ilex subrugosa Loes.
- Ilex subtriflora Griseb. ex Loes.
- Ilex sugerokii Maxim.
- Ilex suichangensis C.Z.Zheng
- Ilex summa Steyerm.
- Ilex suprema Cuatrec.
- Ilex suzukii S.Y.Hu
- Ilex synpyrena C.J.Tseng
- Ilex syzygiophylla C.J.Tseng ex S.K.Chen & Y.X.Feng
- Ilex szechwanensis Loes.
- Ilex tadiandamolensis Kesh.Murthy, Yogan. & Vasud.Nair
- Ilex tahanensis Kiew
- Ilex tamii T.R.Dudley
- Ilex tarapotina Loes.
- Ilex tateana Steyerm.
- Ilex taubertiana Loes.
- Ilex tectonica W.J.Hahn
- Ilex tenuis C.J.Tseng
- Ilex tepuiana Steyerm. ex Edwin
- Ilex teratopis Loes.
- Ilex tetramera (Rehder) C.J.Tseng
- Ilex theezans Mart.
- Ilex thyrsiflora Klotzsch ex Reissek
- Ilex tiricae Edwin
- Ilex tonii Lundell
- Ilex tonkinensis Pierre
- Ilex toroidea D.M.Hicks
- Ilex trachyphylla Loes.
- Ilex trichocarpa H.W.Li ex Y.R.Li
- Ilex trichothyrsa Loes.
- Ilex triflora Blume
- Ilex tsangii S.Y.Hu
- Ilex tsiangiana C.J.Tseng
- Ilex tsoi Merr. & Chun
- Ilex tugitakayamensis Sasaki
- Ilex tutcheri Merr.
- Ilex uaramae Edwin
- Ilex uleana Loes.
- Ilex umbellata Klotzsch ex Reissek
- Ilex umbellulata (Wall.) Loes.
- Ilex uniflora Benth.
- Ilex uraiensis Yamam.
- Ilex urbaniana Loes.
- Ilex urceolatus C.B.Shang, K.S.Tang & D.Q.Du
- Ilex vacciniifolia Klotzsch ex Reissek
- Ilex valenzuelana Alain
- Ilex velutina Mart. ex Reissek
- Ilex velutinulosa Cuatrec.
- Ilex venezuelensis Steyerm.
- Ilex venulosa Hook.f.
- Ilex venusta H.Peng & W.B.Liao
- Ilex verisimilis C.J.Tseng ex S.K.Chen & Y.X.Feng
- Ilex verticillata (L.) A.Gray
- Ilex vesparum Steyerm.
- Ilex victorinii Alain
- Ilex vietnamensis T.R.Dudley
- Ilex villosula Loes.
- Ilex virgata Loes.
- Ilex viridis Champ. ex Benth.
- Ilex vitiensis A.Gray
- Ilex volkensiana (Loes.) Kaneh. & Hatus.
- Ilex vomitoria Aiton
- Ilex vulcanicola Standl.
- Ilex walkeri Wight & Gardner ex Thwaites
- Ilex wallichii Hook.f.
- Ilex walsinghamii R.A.Howard
- Ilex ×wandoensis C.F.Mill. & M.Kim
- Ilex warburgii Loes.
- Ilex wattii Loes.
- Ilex wenchowensis S.Y.Hu
- Ilex wenzelii Merr.
- Ilex wightiana Wall. ex Wight
- Ilex williamsii Standl.
- Ilex wilsonii Loes.
- Ilex wugongshanensis C.J.Tseng ex S.K.Chen & Y.X.Feng
- Ilex wuiana T.R.Dudley
- Ilex wurdackiana Steyerm.
- Ilex xiaojinensis Y.Q.Wang & P.Y.Chen
- Ilex yangchunensis C.J.Tseng
- Ilex yunnanensis Franch.
- Ilex yurumanguinis Cuatrec.
- Ilex yutajensis Wurdack
- Ilex zeylanica (Hook.f.) Maxim.
- Ilex zhejiangensis C.J.Tseng ex S.K.Chen & Y.X.Feng

### Espèces fossiles
The International Fossil Plant Names Index (IFPNI) (24 septembre 2023) recense 199 espèces retrouvées dans les gisements fossiles :
- Ilex abichii
- Ilex acanthoda
- Ilex aculeata
- Ilex acuminata
- Ilex affinis
- Ilex ahrensii
- Ilex aizoon
- Ilex ambigua
- Ilex amboyensis
- Ilex andreanszkyi
- Ilex angustifolioides
- Ilex antiqua
- Ilex antiquorum
- Ilex apiculata
- Ilex arcinervis
- Ilex ardtunensis
- Ilex argutula
- Ilex armata
- Ilex artocarpidioides
- Ilex aschutassica
- Ilex aspera
- Ilex aurita
- Ilex bahiana
- Ilex balearica
- Ilex berberidifolia
- Ilex bilinica
- Ilex borealis
- Ilex boulayi
- Ilex boulei
- Ilex brachyptera
- Ilex breddinii
- Ilex canariensis
- Ilex cantalensis
- Ilex cassineiformis
- Ilex cassinites
- Ilex castellii
- Ilex celastrina
- Ilex colchiciformis
- Ilex coloradensis
- Ilex costulata
- Ilex crassicuticularis
- Ilex cyclophylla
- Ilex daijimaensis
- Ilex dakotensis
- Ilex dardenniana
- Ilex delbosii
- Ilex delicata
- Ilex denticulata
- Ilex dianae
- Ilex dissimilis
- Ilex dryandrifolia
- Ilex dubia
- Ilex dura
- Ilex eigensis
- Ilex elongata
- Ilex falsanii
- Ilex florissantensis
- Ilex fortunensis
- Ilex friedrichii
- Ilex fulva
- Ilex furcinervis
- Ilex geissertii
- Ilex georgica
- Ilex gigas
- Ilex glacialis
- Ilex gonnensis
- Ilex gracilis
- Ilex grandifolia
- Ilex hartungii
- Ilex heeri
- Ilex hercynica
- Ilex hibschii
- Ilex horrida
- Ilex hyrcaniformis
- Ilex inaequaliclavata
- Ilex incerta
- Ilex insignis
- Ilex integrifolia
- Ilex irregularis
- Ilex jonkeri
- Ilex knightiifolia
- Ilex knoblochii
- Ilex lacera
- Ilex latahensis
- Ilex latifolioides
- Ilex leonis
- Ilex longifolia
- Ilex lotschii
- Ilex lundbladiae
- Ilex lusatica
- Ilex macleyana
- Ilex macroclavata
- Ilex macrophylla
- Ilex maculata
- Ilex magniclavata
- Ilex mahoniifolium
- Ilex maii
- Ilex major
- Ilex masonii
- Ilex media
- Ilex menzelii
- Ilex microcassine
- Ilex microdonta
- Ilex microphylla
- Ilex microphyllina
- Ilex minor
- Ilex minusae
- Ilex minuta
- Ilex mormonica
- Ilex mougeotii
- Ilex multicostata
- Ilex multiloba
- Ilex myricina
- Ilex myricoides
- Ilex nagatoensis
- Ilex neogena
- Ilex oblonga
- Ilex obovata
- Ilex ochotica
- Ilex oderensis
- Ilex ohashii
- Ilex onoei
- Ilex opacina
- Ilex oreadum
- Ilex oregona
- Ilex ovata
- Ilex ovidrupacea
- Ilex pachynervia
- Ilex palaeogena
- Ilex palaeorugosa
- Ilex palaeotriflora
- Ilex papillosa
- Ilex paralusatica
- Ilex parschlugiana
- Ilex parvidens
- Ilex patootensis
- Ilex perneri
- Ilex polarica
- Ilex praeaquifolium
- Ilex priniformis
- Ilex protocornuta
- Ilex protogaea
- Ilex prunifolia
- Ilex prussica
- Ilex pseudocanariensis
- Ilex pseudocassine
- Ilex pseudomyrtifolia
- Ilex pseudostenophylla
- Ilex quercifolia
- Ilex quercina
- Ilex raridentata
- Ilex reticulata
- Ilex rhombifolia
- Ilex rigida
- Ilex rossmaessleri
- Ilex rottensis
- Ilex rubyensis
- Ilex rueminiana
- Ilex rushforthii
- Ilex sagoriana
- Ilex salyorum
- Ilex saxonica
- Ilex schmidtiana
- Ilex sclera
- Ilex scudderi
- Ilex serrata
- Ilex similis
- Ilex simularis
- Ilex sinuata
- Ilex sonomensis
- Ilex sphenophylla
- Ilex spinescens
- Ilex stenophylla
- Ilex strangulata
- Ilex studeri
- Ilex sturdzae
- Ilex subambigua
- Ilex subcornuta
- Ilex subdenticulata
- Ilex subrotunda
- Ilex subtilinervis
- Ilex tener
- Ilex tenuiclavata
- Ilex tenuicostata
- Ilex tenuiputamenta
- Ilex theifolia
- Ilex thuringiaca
- Ilex triboletii
- Ilex turyrogica
- Ilex ulmacea
- Ilex undulata
- Ilex ungeri
- Ilex uralensis
- Ilex ustsuifunensis
- Ilex vernicosa
- Ilex vivianii
- Ilex wiesaensis
- Ilex wyomingiana
- Ilex zenkeri